# فیصل الفایز
فیصل الفایز (عربی: فيصل الفايز؛ زادهٔ ۲۰ دسامبر ۱۹۵۲) سیاست‌مدار اهل اردن است. وی از ۲۵ اکتبر ۲۰۰۴ تا ۶ مارس ۲۰۰۵ نخست‌وزیر اردن بود.